# 登華殿

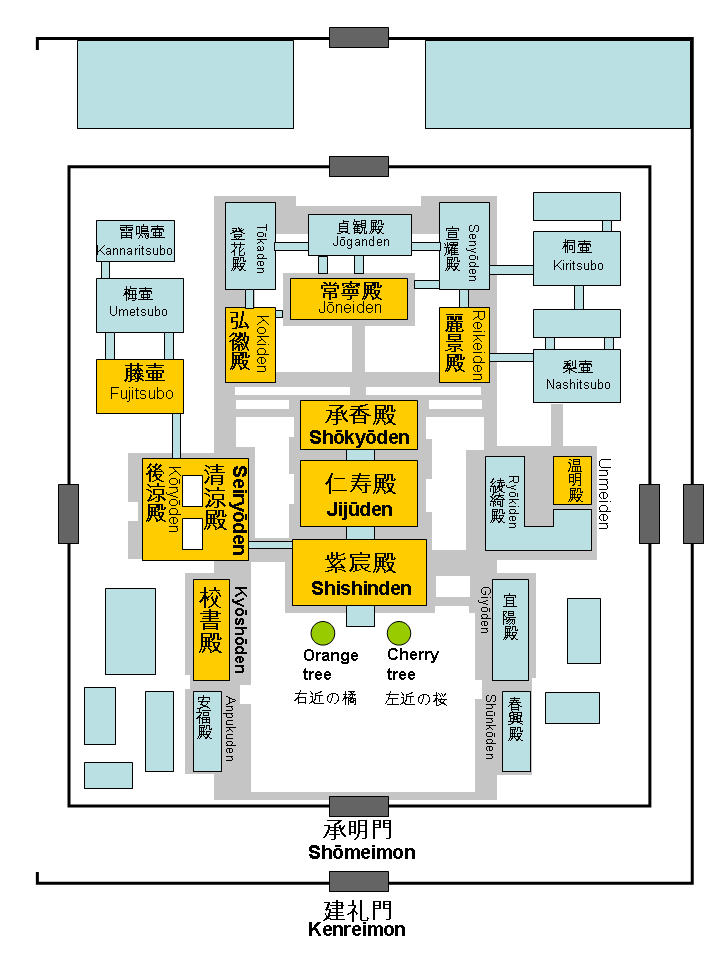
平安京内裏図

登華殿（とうかでん）とは、平安御所の後宮の七殿五舎のうちの一つ。女御などが居住した。

## 概要
弘徽殿北側に位置する七間四面の建物。ただし、平安宮内裏造営時は掘立柱建物だったことが判明しており、長岡京第二次内裏にある登華殿相当建物を移築または構造を受け継いだ建物と推測され、雨落溝の位置が合わないことから当初は七間四面とは異なる構造であったと推定されている。
延喜9年（909年）に醍醐天皇の中宮藤原穏子が登華殿に遷御した記録があることから、平安時代中期初頭には造営されていたとみられる。
天徳4年（960年）の火災で焼失し、備前国司によって再建された。しかし長和3年（1014年）には登華殿が出火元とされる火災により多くの殿舎が焼失。再建後、登華殿についての記録は弘徽殿と同じく13世紀前半まで残されており、内裏が廃絶されるまで存在したとされている。
登華殿を賜っていたのが知られるのは、
- 一条天皇皇后・藤原定子[1]
- 村上天皇後宮・藤原登子（藤原師輔女、異説あり）
- 後朱雀天皇東宮妃・藤原嬉子（藤原道長女、藤原頼通養女）[1]
- 後三条天皇中宮・馨子内親王[1]